# IC 4420
IC 4420 — галактика типу SBc () у сузір'ї Волопас.
Цей об'єкт міститься в оригінальній редакції індексного каталогу.